# Thế vận hội Mùa đông 1924
Thế vận hội Mùa đông 1924 là sự kiện thể thao mùa đông diễn ra năm 1924 tại Chamonix, Pháp. Ban đầu được gọi là Semaine Internationale des Sports d'Hiver (tuần lễ thể thao mùa đông quốc tế) và được tổ chức liên kết với Thế vận hội Mùa hè 1924. Các môn thể thao được tổ chức tại chân núi Mont Blanc ở Chamonix, Haute-Savoie, Pháp từ 25 tháng 1 cho tới 5 tháng 2 năm 1924, tổ chức bởi Ủy ban Olympic Pháp và được Ủy ban Olympic Quốc tế xem là Thế vận hội Mùa đông thứ I nhằm đánh dấu sự kiện.
Bắt đầu từ năm 1924, Thế vận hội Mùa đông tiếp tục được tổ chức cùng năm với Thế vận hội Mùa hè cho tới năm 1992.
Dù trượt băng nghệ thuật vẫn luôn là một nội dung thi đấu tại Olympic ở cả London và Antwerp, hockey trên băng là một nội dung ở Antwerp, nhưng các môn thể thao mùa đông vẫn bị hạn chế. Năm 1921, trong cuộc hội nghị của IOC ở Lausanne, tổ chức này đã kêu gọi một sự bình đẳng cho các môn thể thao mùa đông, sau nhiều tranh luận, một "tuần lễ quốc tế về các môn thể thao mùa đông" đã được quyết định tổ chức tại Chamonix năm 1924.

## Các quốc gia tham dự
16 quốc gia tham dự Thế vận hội Mùa đông tại Chamonix.
| - Áo (AUT) - Bỉ (BEL) - Canada (CAN) - Tiệp Khắc (TCH) - Phần Lan (FIN) - Pháp (FRA) - Anh Quốc (GBR) - Hungary (HUN) |  | - Ý (ITA) - Latvia (LAT) - Na Uy (NOR) - Ba Lan (POL) - Thụy Sĩ (SUI) - Thụy Điển (SWE) - Hoa Kỳ (USA) - Nam Tư (YUG) |

- Vận động viên trượt băng Christfried Burmeister của  Estonia cũng tham dự nhưng thông báo rút khỏi giải mà ông không được gửi tới ban tổ chức.[1]

## Tổng sắp huy chương
| 1  | Na Uy (NOR)          | 4 | 7 | 6 | 17 |
| 2  | Phần Lan (FIN)       | 4 | 4 | 3 | 11 |
| 3  | Áo (AUT)             | 2 | 1 | 0 | 3  |
| 4  | Thụy Sĩ (SUI)        | 2 | 0 | 1 | 3  |
| 5  | Hoa Kỳ (USA)         | 1 | 2 | 1 | 4  |
| 6  | Anh Quốc (GBR)       | 1 | 1 | 2 | 4  |
| 7  | Thụy Điển (SWE)      | 1 | 1 | 0 | 2  |
| 8  | Canada (CAN)         | 1 | 0 | 0 | 1  |
| 9  | Pháp (FRA) (Chủ nhà) | 0 | 0 | 3 | 3  |
| 10 | Bỉ (BEL)             | 0 | 0 | 1 | 1  |